# الإسماعيلية الجديدة
الإسماعيلية الجديدة هي مدينة مصرية جديدة من مدن الجيل الثالث، تقع في محافظة الإسماعيلية، وتتبع إدارياً لهيئة المجتمعات العمرانية الجديدة، تطل المدينة على الضفة الشرقية من شاطئ قناة السويس، بطول 11 كيلومتراً، وعمق 1 كيلومتر داخل سيناء، بمساحة تبلغ 2828 فداناً، حيث تبعد 500 متر فقط عن الشاطئ الشرقي لقناة السويس، ويبدأ الطريق إليها من نفق الإسماعيلية الجديد، وتحديداً عند الكيلو 72 ترقيم القناة، بداية من جنوب الطريق الأوسط وحتى جبل مريم.

## المخطط العام
خُطط لمدينة الإسماعيلية الجديدة أن تكون مدينة سكنية حديثة، لهذا وُضعت معايير خاصة لتأسيسها، وأُخذ في الاعتبار أنها مدينة ساحلية لها طبيعة وأهمية خاصة، وفيما يلي أهم ما احتواه مخطط المدينة:
- تم إنشاء المدينة على مساحة 2828 فدان
- يصل طول واجهة المدينة إلى 11 كم على الشاطئ الشرقي لقناة السويس.
- تم استغلال 20% فقط من مساحة المدينة لبناء الوحدات السكنية
- تم تقسيم غالبية مساحة المشروع التي تقدر بـ 80% بين المساحات الخضراء والمنشآت الخاصة بالمرافق والخدمات.
- تصل القدرة الاستيعابية للمدينة إلى 250 ألف شخص.
- تم استخدام الطاقة الشمسية بجانب التيار الكهربائي، لتكون بذلك أول مدينة من الجيل الثالث تستطيع استخدام الطاقة الشمسية كطاقة أساسية.
- تم تصميم المنشآت بالمدينة كي تصبح مهيأة وممهدة لذوي الهمم.
- تم تنفيذ أنفاق قناة السويس التي تجعل حركة التنقل من وإلى مدينة الإسماعيلية الجديدة أسرع.

## الخدمات

### التعليم
- جامعة الاسماعيلية الأهلية تقع على مساحة 29.01 فدان (121.838 مترًا مربعًا) وتضم عدة مباني، منها مبنى إدارة الجامعة، 6 مباني أكاديمية، مبنى الورش، مبنى ريادة الأعمال والابتكار، مبنى المعامل، بالإضافة إلى الساحة الإدارية، والساحة الأكاديمية، والمنطقة الترفيهية، وتضم مباني الكليات مدرجات، وفصول تدريب، ومعامل وورش تدريب، ومكاتب إدارية.[4]